# 奇利 (紐約州)
奇利（英語：Chili）是一個位於美國紐約州門羅縣的鎮。

## 人口
根據2020年美國人口普查的數據，奇利的面積為103.20平方千米，當中陸地面積為102.30平方千米，而水域面積為0.90平方千米。當地共有人口29123人，而人口密度為每平方千米282人。